# Paralimosina longitricha
Paralimosina longitricha är en tvåvingeart som beskrevs av Hayashi 2008. Paralimosina longitricha ingår i släktet Paralimosina och familjen hoppflugor.
Artens utbredningsområde är Thailand. Inga underarter finns listade i Catalogue of Life.